# Henvic
Henvic település Franciaországban, Finistère megyében. Lakosainak száma 1195 fő (2022. január 1.). Henvic Taulé és Carantec községekkel határos.

## Népesség
A település népességének változása:
| Lakosok száma | 1216 | 1222 | 1265 | 1275 | 1309 | 1321 | 1351 | 1267 | 1224 | 1195 |
|               | 1968 | 1982 | 1990 | 2006 | 2013 | 2015 | 2017 | 2019 | 2020 | 2022 |